# Idiopsar speculifer
A Diuca-comum (Idiopsar speculifer) é uma espécie de ave da família Thraupidae.
Pode ser encontrada nos seguintes países: Argentina, Bolívia, Chile e Peru.
Os seus habitats naturais são: campos rupestres subtropicais ou tropicais.